# NGC 5439
NGC 5439 је спирална галаксија у сазвежђу Ловачки пси која се налази на NGC листи објеката дубоког неба.
Деклинација објекта је + 46° 18' 41" а ректасцензија 14h 1m 57,5s. Привидна величина (магнитуда) објекта NGC 5439 износи 13,9 а фотографска магнитуда 14,7. NGC 5439 је још познат и под ознакама UGC 8947, MCG 8-26-2, CGCG 247-3, KARA 609, IRAS 14000+4632, PGC 49965.